# Манінський потік
Манінський потік (словац. Manínsky potok) — річка в Словаччині; ліва притока Вагу. Протікає в окрузі Поважська Бистриця.
Довжина — 11.3 км. Витікає в масиві Сульовске Врхи на висоті 580 метрів.
Протікає територією сіл Врхтепла; Костолець; Заскалля і міста Поважська Бистриця. Впадає у Ваг на висоті 285 метрів.